# Гернінг (муніципалітет)
Гернінг (дан. Herning) — муніципалітет у регіоні Центральна Ютландія королівства Данія. Площа — 1321.4 квадратних кілометрів. Адміністративний центр муніципалітету — місто Гернінг.

## Міста
| Найбільші населені пункти муніципалітету | Населення (2022) |
| ---------------------------------------- | ---------------- |
| Гернінг                                  | 50 565           |
| Сундс                                    | 4239             |
| Вільдб'єрґ                               | 4029             |
| Авлум                                    | 4029             |
| Кібек                                    | 3249             |
| Ґуллеструп                               | 2667             |
| Сондер Фелдінґ                           | 1435             |
| Сорвал                                   | 1120             |
| Орнгой                                   | 738              |
| Ільсков                                  | 728              |
| Скіббілд                                 | 718              |
| Тимрінґ                                  | 711              |
| Арнборґ                                  | 643              |
| Гадеруп                                  | 637              |
| Колькер                                  | 551              |
| Фельдборґ                                | 549              |
| Стюдсґорд                                | 433              |
| Годсаґер                                 | 402              |
| Фастергольт                              | 357              |
| Скаррілд                                 | 292              |
| Гоґільд                                  | 286              |
| Симелькер                                | 279              |
| Синдінґ                                  | 240              |
| Стакроґе                                 | 231              |

## Населення
У 2012 році населення муніципалітету становило 86 348 осіб.